# Jordan Wilimovsky
Jordan Wilimovsky (* 22. April 1994 in Malibu) ist ein US-amerikanischer Freiwasserschwimmer. Er ist US-Meister des Jahres 2015 über 10 Kilometer und Weltmeister desselben Jahres über die gleiche Distanz.

## Erfolge
Der 1,78 m große und 68 kg wiegende Wilimovsky besucht die Northwestern University, tritt für das Team Santa Monica an und wird von Dave Kelsheimer trainiert.
Bei den FINA-Jugendweltmeisterschaften des Jahres 2012 gewann er die Silbermedaille über 7,5 km und war bei den nationalen US-Meisterschaften desselben Jahres bereits Zweiter über 5 km, ein Erfolg, den er 2013 wiederholte. Bei den Schwimmweltmeisterschaften 2013 belegte er den 14. Platz über 25 km. Für die Panpazifischen Spiele 2014 qualifizierte er sich mit einem 2. Platz über 10 km bei den US-Meisterschaften. Im folgenden Jahr wurde er US-Meister über diese Strecke und qualifizierte sich damit für die Schwimmweltmeisterschaften 2015 im russischen Kasan. Auf der Kasanka holte er sich den Weltmeistertitel mit einer Zeit von 1:49,48,2 Stunden vor dem Niederländer Ferry Weertman (1:50,00,3) und dem Griechen Spyridon Gianniotis (1:50,00,7).